# Valérie (film)
Pour plus de détails, voir Fiche technique et Distribution.
Pour les articles homonymes, voir Valérie.
Valérie est un film québécois réalisé par Denis Héroux sorti en 1969. Le film a été restauré en  mars 2018 par l'entreprise philanthropique Éléphant, mémoire du cinéma québécois.

## Synopsis
Valérie, orpheline de 20 ans, élevée par des religieuses en campagne et instruite pour devenir institutrice, quitte le couvent avec fracas en croupe avec un ami motard pour aller à Montréal. Elle y devient danseuse nue pour gagner sa vie et bientôt prostituée de luxe. En promenade solitaire sur le Mont Royal, elle fait la connaissance de Patrick, un peintre, veuf et père d'un garçonnet, François, qui veut une maman. 
Valérie devient amoureuse de Patrick et vice-versa. Mais elle a de plus en plus de difficultés à cacher son métier. Après un rendez-vous violent avec un client, Patrick la traite de « salope ». Elle décide de prendre une pause. Avant son départ, elle se rend sur le Mont Royal dire bonjour à François, mais celui-ci court annoncer sa présence à son père, qui part à la rencontre de Valérie. Le couple, bientôt la famille, est finalement réuni devant le chalet de la montagne, avec vue sur Montréal.

## Fiche technique
Source : IMDb
- Titre original : Valérie
- Titre en France : Tendre et sensuelle Valérie
- Titre en Belgique : Valérie, tendre sensualité
- Réalisation : Denis Héroux
- Scénario : Louis Gauthier, André Link, Denis Héroux, John Dunning (en), Richard Sadler
- Musique : Joe Gracy, Michel Paje
- Direction artistique : Calligan
- Costumes : Yvon Duhaime
- Maquillage : Michelle Dion
- Coiffure : Louis de Charles of Westmount
- Photographie : René Verzier (en)
- Son : Jean-Pierre Saradin, Michel Paul Beaudry
- Montage : Jean LaFleur
- Production : André Link, John Dunning (en)
- Société de production : Cinépix
- Sociétés de distribution : Cinépix Film Properties
- Budget : 99 000 $ CA[1]
- Pays de production :  Canada
- Tournage : à Montréal
- Langue originale : français
- Format : noir et blanc
- Genre : drame, film érotique
- Durée : 97 minutes
- Dates de sortie :
  - Canada : 
    - 2 mai 1969 (sortie en salle au Québec)
    - 11 décembre 2019 (VSD)

  - France : 11 mars 1970 (sortie en salle)

## Distribution
- Danielle Ouimet : Valérie
- Guy Godin : Patrick Vollant
- Georges Carrère : riche homme d'affaires
- Clémence DesRochers : la travailleuse sociale
- Yvan Ducharme : le gérant du club topless
- Andrée Flamand : Andrée
- Hugo Gélinas : François Vollant, le fils de Patrick
- Michel Paje : premier client de Valérie
- Gaétan Labrèche : client de Valérie
- Marthe Nadeau : cliente mondaine à la galerie d'art
- Henri Norbert : le millionnaire décadent
- Christian Delmas : valet du millionnaire décadent
- Pierre Paquette : client de Valérie
- Claude Préfontaine : le riche playboy
- Kim Wilcox : Kim

Acteurs dont les scènes furent coupées au montage final :
- Paul Buissonneau
- Gilles Renaud